# Úlcera de Buruli
L'úlcera de Buruli és una malaltia infecciosa causada pel Mycobacterium ulcerans. El gènere inclou també els agents causants de la tuberculosi i la lepra (M. tuberculosis i M. leprae, respectivament). L'etapa primerenca de la infecció es caracteritza per un nòdul indolor i necrotitzant que es desenvolupa en la pell i, ocasionalment, a l'os adjacent, a mesura que avança la malaltia. El M. ulcerans segrega una toxina pels lípids, la micolactona, que funciona com un immunosupressor, necrotitzador i activador de l'apoptosi de les cèl·lules en els teixits dels mamífers. L'OMS la inclou a la llista de Malalties tropicals desateses.